# Rempō Niwa
Zuigaku Rempō Niwa Zenji (Shuzenji, Shizuoka, 23 de febrero de 1905; 7 de septiembre de 1993) fue un monje, maestro, abad y alto dignatario japonés de la escuela Sōtō de budismo zen.
Fue ordenado monje a la edad de 14 años por su tío, el entonces abad del templo Tōkei-in.
Tras aprender filosofía india en la Universidad de Tokio, completó su formación estudiando el Shōbōgenzō de Eihei Dōgen en el templo Antai-ji, situado entonces cerca de Kioto, así como las enseñanzas de las escuelas Tendai y Jōdo shinshū. Luego se unió al templo Eihei-ji para completar allí el entrenamiento monástico tradicional.
Después de asumir sus primeros deberes en diversos templos, fue adoptado por su tío al comienzo de la Segunda Guerra Mundial y tomó su apellido, Niwa. Ya había recibido por entonces la transmisión del Dharma de él en 1926.
Después de la guerra, se hizo cargo del templo de este último, Tokei-in, mientras ejercía importantes cargos dentro del templo Eihei-ji fundado por Eihei Dōgen. Ferviente practicante de zazen, hizo reconstruir allí el zendo (sala de meditación) para que los jóvenes en formación pudieran volver a esta práctica esencial.
Después se convirtió en vice-abad y luego en superior del templo raíz de Eihei-ji  en las montañas de Fukui. Finalmente se convirtió en el más alto dignatario vivo de la escuela Sōtō.
Fue el maestro de Gudō Wafu Nishijima y Moriyama Daigyo.
Niwa Zenji era un gran calígrafo, y a menudo firmaba sus obras con varios seudónimos, entre ellos Robai (“el viejo ciruelo”) y Baian (“la ermita del ciruelo”)  .
En 1993, regresó para terminar sus días en el templo Tokei-in, donde murió el 7 de septiembre de 1993. Una gran ceremonia en su memoria se llevó a cabo el 29 de noviembre del mismo año en Eihei-ji .